# Holsterholmen
Holsterholmen är en ö i Finland. Den ligger i Norra kvarken och i kommunen Vörå i den ekonomiska regionen  Vasa i landskapet Österbotten, i den västra delen av landet. Ön ligger omkring 34 kilometer nordöst om Vasa och omkring 380 kilometer norr om Helsingfors.
Öns area är 5,1 hektar och dess största längd är 390 meter i nord-sydlig riktning. I omgivningarna runt Holsterholmen växer i huvudsak blandskog.